# Rheomys
Rheomys — рід напівводних гризунів родини Хом'якові (Cricetidae), що мешкають у Мексиці і Центральній Америці.
У рід включають такі види:
- Rheomys mexicanus
- Rheomys raptor
- Rheomys thomasi
- Rheomys underwoodi